# Rudolf d’Orville von Löwenclau
Guido Heinrich Rudolf Freiherr d’Orville von Löwenclau (* 1. März 1839 in Hoyerswerda; † 3. November 1914 in Wiesbaden) war ein preußischer Generalleutnant.

## Leben

### Herkunft
Rudolf entstammte der älteren Linie der Freiherrn d’Orville von Löwenclau. Er war ein Sohn des Rittergutbesitzers Robert d’Orville von Löwenclau (1806–1842) und dessen Ehefrau Auguste, geborene Birnich (1818–1858).

### Militärkarriere
Orville trat am 29. März 1856 als Fahnenjunker in das 31. Infanterie-Regiment der Preußischen Armee ein und avancierte bis Anfang Februar 1858 zum Sekondeleutnant. Von April 1861 bis September 1864 war er Adjutant des I. Bataillons und ab November 1864 zu Ausbildungszwecken auf ein Jahr zum Garde-Feldartillerie-Regiment nach Berlin kommandiert. Als Regimentsadjutant nahm Orville 1866 während des Krieges gegen Österreich am Gefecht bei Langenbrück sowie den Schlachten bei Podol, Münchengrätz und Königgrätz teil. Er stieg Ende Juli 1866 zum Premierleutnant auf und wurde für sein Wirken mit dem Roten Adlerorden IV. Klasse mit Schwertern sowie dem Ritterkreuz II. Klasse des Herzoglich Sachsen-Ernestinischen Hausorden mit Schwertern ausgezeichnet.
Am 18. Juni 1869 folgte mit Patent vom 3. April 1866 seine Versetzung in das Garde-Füsilier-Regiment. Dort avancierte Orville Mitte April 1870 zum Hauptmann und Chef der 4. Kompanie, die er im folgenden Krieg gegen Frankreich bei St.-Privat, Beaumont, Sedan sowie vor Paris führte. Dafür erhielt er das Eiserne Kreuz II. Klasse. Nach dem Friedensschluss wurde er am 13. Juni 1876 als Chef der 6. Kompanie in das 1. Garde-Regiment zu Fuß versetzt und war ab Mitte Januar 1877 mit der Verwaltung der Kammerbestände der Garde-Landwehr beauftragt. Unter Beförderung zum überzähligen Major und Kommandierung als Adjutant des Generalkommandos des II. Armee-Korps in Stettin erfolgte am 18. Februar 1878 seine Versetzung in das 3. Garde-Grenadier-Regiment Königin Elisabeth. Daran schloss sich vom 14. Januar 1879 bis zum 16. Oktober 1883 eine Verwendung als Kommandeur der Unteroffizierschule in Biebrich an. Anschließend trat Orville mit der Ernennung zum Kommandeur des Füsilier-Bataillons im 5. Badischen Infanterie-Regiment Nr. 113 in den Truppendienst zurück, wurde Mitte August 1885 Oberstleutnant und rückte zwei Monate später in den Regimentsstab auf. Als etatmäßiger Stabsoffizier war er vom 11. Februar 1886 bis zum 13. Juni 1888 im 1. Badischen Leib-Grenadier-Regiment Nr. 109 in Karlsruhe tätig, wurde dann mit der Führung des 1. Hessischen Infanterie-Regiments Nr. 81 in Frankfurt am Main beauftragt und am 4. August 1888 als Oberst zum Regimentskommandeur ernannt. Am 14. Februar 1891 übernahm Orville als Generalmajor die in Glogau stationierte 18. Infanterie-Brigade und Großherzog Ludwig IV. verlieh ihm am 25. Februar 1891 das Komturkreuz II. Klasse des Verdienstordens Philipps des Großmütigen mit Schwertern. Unter Beförderung zum Generalleutnant avancierte Orville am 27. Januar 1895 zum Kommandeur der 33. Division in Metz. In dieser Eigenschaft wurde er anlässlich des Ordensfestes im Januar 1897 mit dem Stern zum Roten Adlerorden II. Klasse mit Eichenlaub und Schwertern am Ringe ausgezeichnet, bevor man ihn in Genehmigung seines Abschiedsgesuches am 2. Juni 1897 mit der gesetzlichen Pension zur Disposition stellte. Wilhelm II. würdigte ihn durch die Verleihung des Kronen-Ordens I. Klasse.
Nach seiner Verabschiedung lebte er in Wiesbaden und erhielt am 15. Mai 1912 die Erlaubnis zum Tragen der Uniform des Garde-Füsilier-Regiments. Er war Rechtsritter des Johanniterordens.

### Familie
Orville hatte sich am 10. November 1865 in Berlin mit Luise von Borcken-Auerose (1843–1871) verheiratet. Nach ihrem frühen Tod heiratete er am 7. Mai 1874 in Melno Jenny Bieler (1850–1910), verwitwete Roepell. Aus den Ehen gingen folgende Kinder hervor:
- Charlotte (* 1866) ⚭ 1886 Hans von Uthmann (* 1856), preußischer Oberstleutnant, Ehrenritter des Johanniterordens
- Erich (* 1867)
- Axel (* 1875), preußischer Rittmeister der Landwehr ⚭ Ida Wichard (* 1890)
- Ilse (* 1880) ⚭ 1905 Robert Hohmann, Kaufmann